# Tunel foliowy

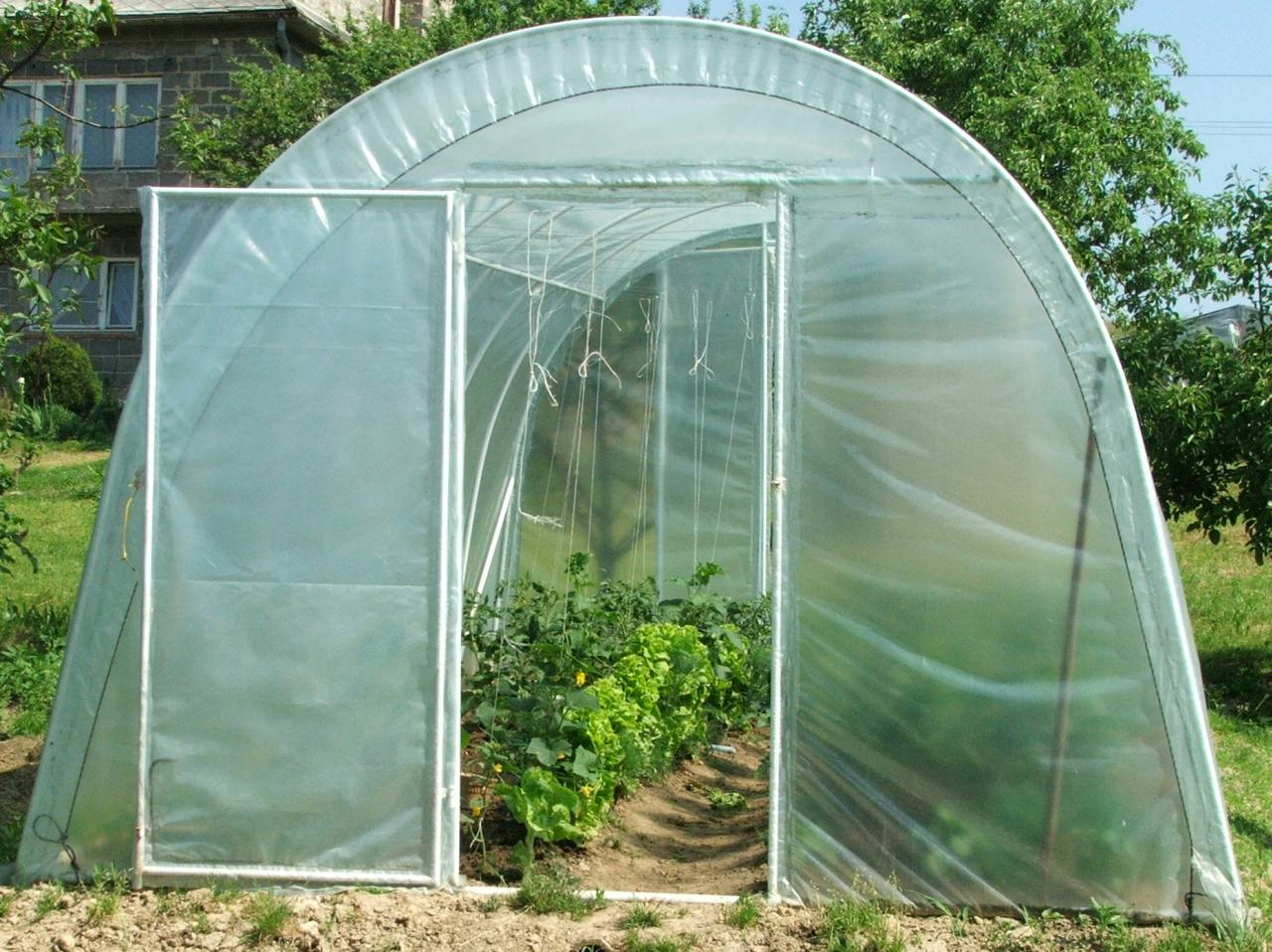
Niewielki przydomowy tunel foliowy

Tunel foliowy – sztuczne pomieszczenie służące do uprawy roślin, stosowane najczęściej w ogrodnictwie.
Głównym celem tuneli foliowych jest podniesienie temperatury i ochrona roślin przed skutkami silnych wiatrów, gradu itp. Specyficzny mikroklimat umożliwia uprawę w tunelu roślin ciepłolubnych, takich jak ogórek, papryka, pomidor itp., pozwala także przyspieszyć uprawę warzyw kapustnych, liściowych, roślin ozdobnych oraz produkcję rozsady. Tunel foliowy chroni również liście i łodygi roślin przed opadami atmosferycznymi, zmniejszając w ten sposób ryzyko wystąpienia chorób grzybicznych, co przekłada się na mniejsze zapotrzebowanie na środki ochrony roślin.
Tunel foliowy składa się z prostej konstrukcji z drewna, betonu, z rur metalowych, lub z tworzywa sztucznego, na którą naciąga się folię pojedynczą, czasem podwójną, w Polsce najczęściej polietylenową. Zwykle ma kształt tunelu, choć czasami też szklarni pojedynczej, czy zblokowanej.